# Artvin (provins)

Karta över Turkiet med Artvin markerat.

Artvin är en provins i den nordöstra delen av Turkiet. Den har totalt 172 356 invånare (2023) och en areal på 7 367 km². Provinshuvudstad är Artvin. 